# Rhene plana
Rhene plana är en spindelart som först beskrevs av Schenkel 1936.  Rhene plana ingår i släktet Rhene och familjen hoppspindlar. Inga underarter finns listade i Catalogue of Life.